# بيرت بانك
بيرت بانك هو ضابط وسياسي أمريكي، ولد في 1 سبتمبر 1914، وتوفي في 22 يونيو 2009. انتخب عضو مجلس نواب ألاباما ‏.